# Bombardeig de Dresden
El bombardeig de Dresden va ser un atac estratègic militar a la ciutat alemanya de Dresden, la capital de l'estat de Saxònia, que va tenir lloc en els mesos finals de la Segona Guerra Mundial. En quatre atacs produïts entre el 13 i el 15 de febrer de 1945, 1.300 bombarders pesants de la Reial Força Aèria britànica (RAF) i la Força Aèria de l'Exèrcit dels Estats Units (USAF) van llençar més de 3.900 tones de bombes altament explosives i artefactes incendiaris sobre la ciutat. La tempesta de foc resultant va destruir 39 quilòmetres quadrats del centre de la ciutat i va causar milers de víctimes civils.
La discussió de si els atacs estaven o no justificats en el moment concret en què es van produir, pràcticament al final de la guerra, així com la seva proporcionalitat i el guany militar que representaren, ha convertit el bombardeig en una de les cause célèbres morals de la Segona Guerra Mundial.